# KV-2
O Kliment Voroshilov 2 (conhecido pela abreviação KV-2) foi um tanque pesado, desenvolvido pela União Soviética em 1939, que ficou em serviço até 1945. Possuía um canhão de artilharia (mais precisamente de um obus) de 152mm.
Seu poderoso canhão era capaz de penetrar e destruir muitos tanques alemães e americanos, como os Panzers, Tiger e o M6. Possuía uma forte blindagem de 60-110mm (2,4-4,3), o que o tornava um alvo difícil para maioria dos veículos blindados inimigos da época. Sua desvantagem era que, embora tivesse um grande poder de fogo e blindagem, sua velocidade máxima era de apenas 28km/h, e seu alcance operacional era de apenas 140km. Apenas 334 unidades do veículo de combate foram construídas.
Só existe um KV-2 que não sofreu danos na guerra, ele se encontra atualmente no Museu Central Armed Forces em Moscou.

## Peças Introduzidas no KV-2
Na tabela abaixo, temos uma sequencia das principais peças trocadas no Kliment Voroshilov-2 (KV-2) ao longo do seu tempo de serviço
| Canhão               | Armamento Secundario            | Motor              | Torre | Rádio Transmissor | Esteiras       |
| -------------------- | ------------------------------- | ------------------ | ----- | ----------------- | -------------- |
| 122 mm U-11          | 1 metralhadora DT Machine guns  | Mikulin M-17       | MT-1  | 10-R              | KV-2 mod. 1940 |
| 107 mm ZiS-6         | 2 metralhadoras DT Machine Guns | Kharkiv model V-5  | MT-2  | 10-RK             | KV-2 mod. 1941 |
| 152mm m-10T howitzer | 2 metralhadoras DT Machine Guns | Kharkiv model V-2K | MT-2  | 10-RK             | KV-2 mod. 1941 |